# Då lagen var maktlös
Då lagen var maktlös (originaltitel: The Roaring Twenties) är en amerikansk gangsterfilm från 1939 i regi av Raoul Walsh.

## Handling
Tre män, Eddie Bartlett (James Cagney), George Hally (Humphrey Bogart) och Lloyd Hart (Jeffrey Lynn) kommer tillbaka till USA efter att ha stridit i första världskriget. Efter att spritförbudet träder i kraft lockas Eddie snart in i illegal sprittillverkning. Han får snart reda på att George Hally också hamnat i samma bransch och inleder ett samarbete med honom. Lloyd Hart har blivit en framgångsrik advokat. Hart gifter sig med Jean Sherman (Priscilla Lane) som Eddie tidigare varit intresserad av. George Hally bestämmer sig snart för att mörda Hart då han vet för mycket, något Eddie inte tänker gå med på.

## Rollista
- James Cagney - Eddie Bartlett
- Priscilla Lane - Jean Sherman
- Humphrey Bogart - George Hally
- Gladys George - Panama Smith
- Jeffrey Lynn - Lloyd Hart
- Paul Kelly - Nick Brown
- Frank McHugh - Danny Green
- Elisabeth Risdon - Mrs. Sherman